# Hélice

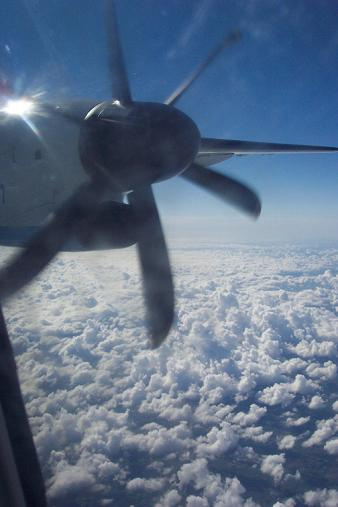
Hélice de um avião comercial Q400 (Dash 8)

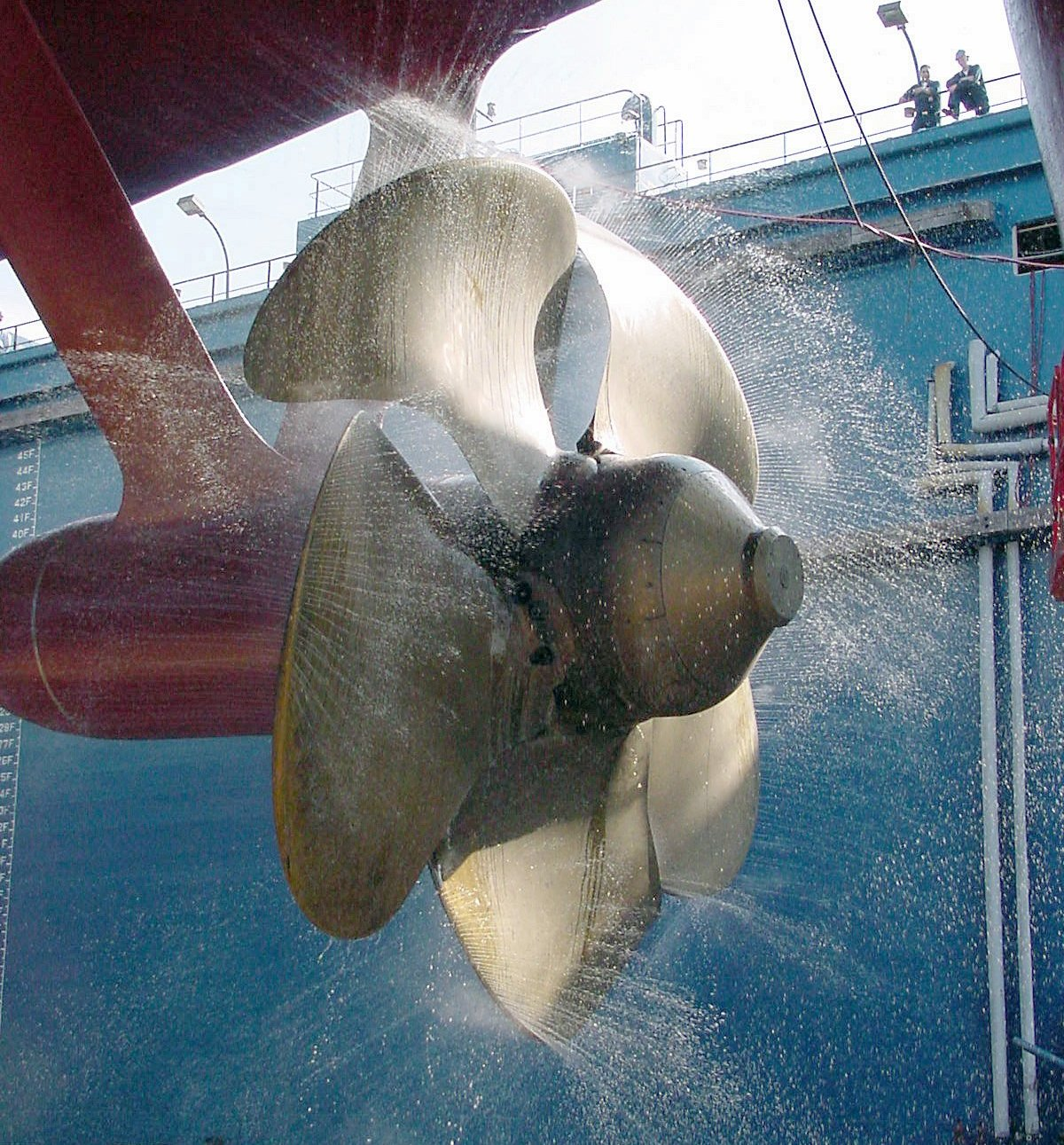
Hélice do navio USS Churchill

Hélice é um termo que designa um conjunto de pás com um mesmo centro, que ao ser girado segundo o seu eixo causa propulsão e cada pá descreve no espaço uma trajetória que é, de facto, uma hélice geométrica. Este instrumento de propulsão ou tração está geralmente acoplado a algum tipo de motor que empurra o que está em redor (geralmente ar ou a água) convertendo energia rotacional em translacional e deslocando o objeto a que se encontra acoplado (exemplos: aviões, helicópteros) ou o fluido à sua volta (exemplo: ventoinha). As pás de hélice agem como asas e produzem força obedecendo ao princípio de Bernoulli e à 3ª lei de Newton, criando uma diferença de pressões entre ambas as superfícies das pás.

## História
Estima-se que a origem da hélice remonte aos tempos do Antigo Egito mas sabe-se que na Antiga China as hélices já eram usadas para propulsionar embarcações. No século III a.C. o filósofo grego Arquimedes desenvolveu o parafuso de Arquimedes com o objetivo de transportar água até à superfície e por volta de 1090 Cruzados Europeus encontraram moinhos de vento no médio oriente. Leonardo da Vinci desenhou planos para um helicóptero primitivo que fazia uso de uma hélice sólida, sem pás.

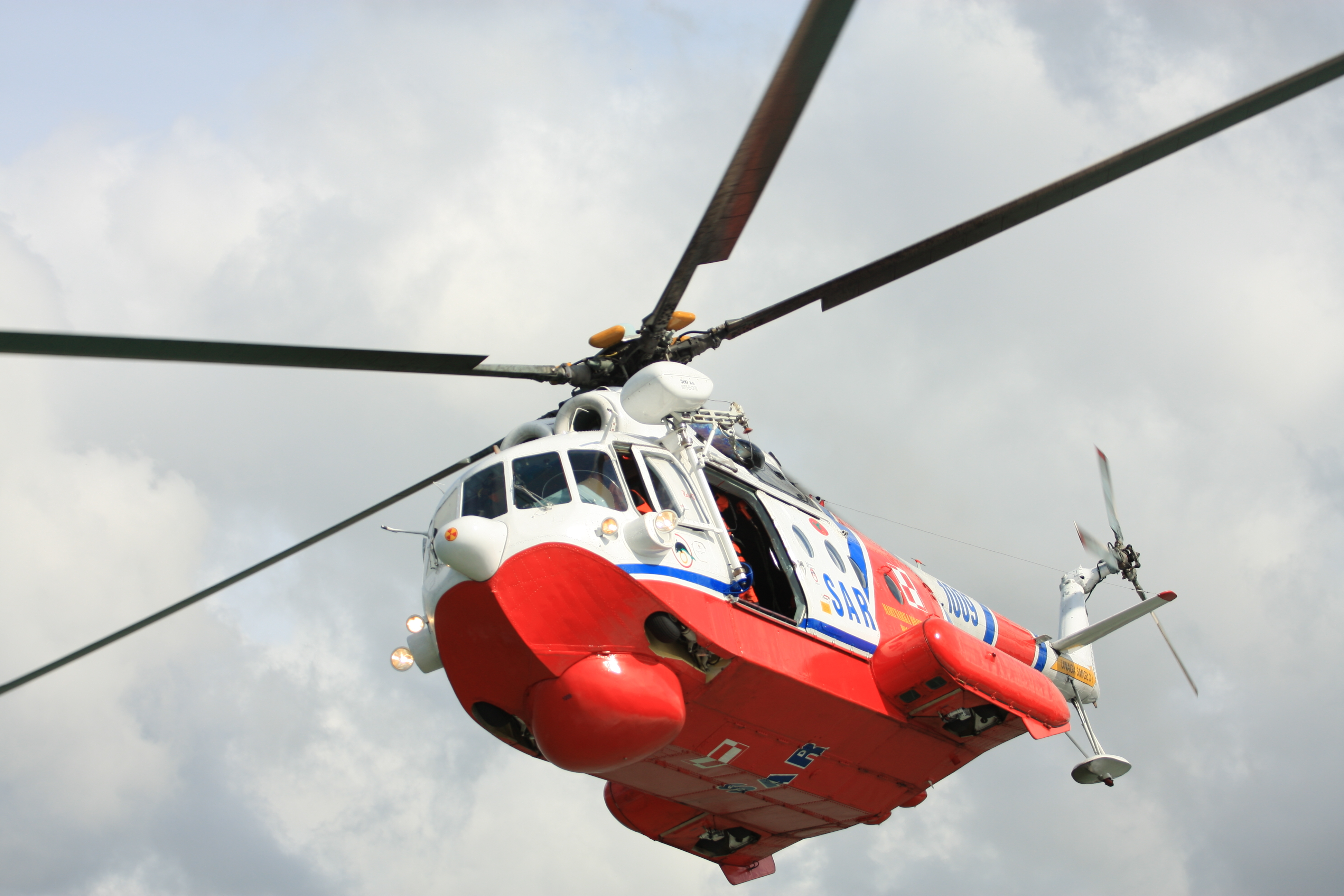
Hélices de um helicóptero anfíbio.

A primeira hélice montada num motor, foi instalada pelo engenheiro escocês James Watt em Birmingham na Inglaterra, que a usou no seu motor a vapor. A primeira hélice movida por um motor de combustão interna, foi instalada num pequeno barco (hoje conhecido como lancha) por Frederick William Lanchester também em Birmingham e foi testada em Oxford. No entanto a hélice só se tornou popular quando Isambard Kingdom Brunel decidiu aplica-la em vez de uma roda de água (paddle wheel em inglês) para mover o navio SS Great Britain.
A forma de aerofólio torcido nas hélices dos aviões modernos foi introduzida pelos irmãos Wright quando descobriram que o conhecimento que havia de hélices (sobretudo naval) era obtido por tentativa e erro e que ninguém sabia ao certo como funcionavam. Eles descobriram que uma hélice funciona como uma asa e usaram dados por eles conseguidos nas suas experiências com asas no túnel de vento. Também descobriram que o ângulo de ataque em relação ao movimento variava de ponto para ponto nas pás e portanto seria necessário introduzir nas pás da hélice uma curvatura, ou torção, ao longo da envergadura de cada pá. As suas pás de hélice originais são apenas menos 5% eficientes que as suas equivalentes actuais - cerca de um século depois.
Alberto Santos Dumont foi outro pioneiro, tendo projectado hélices antes dos irmãos Wright apesar de não serem tão eficientes. Ele aplicou o conhecimento adquirido de experiências com aeronaves para fazer uma hélice com veio de aço e pás de alumínio no seu biplanador 14 bis. Alguns dos seus projectos usam uma folha de alumínio dobrado como pás, criando um aerofólio. Estas tinham pouca curvatura e não tinham qualquer torção ao longo da envergadura, o que fez com que fossem menos eficientes que as dos irmãos Wright. Esta foi a primeira vez que o alumínio foi usado na construção de hélices.

## Aviação

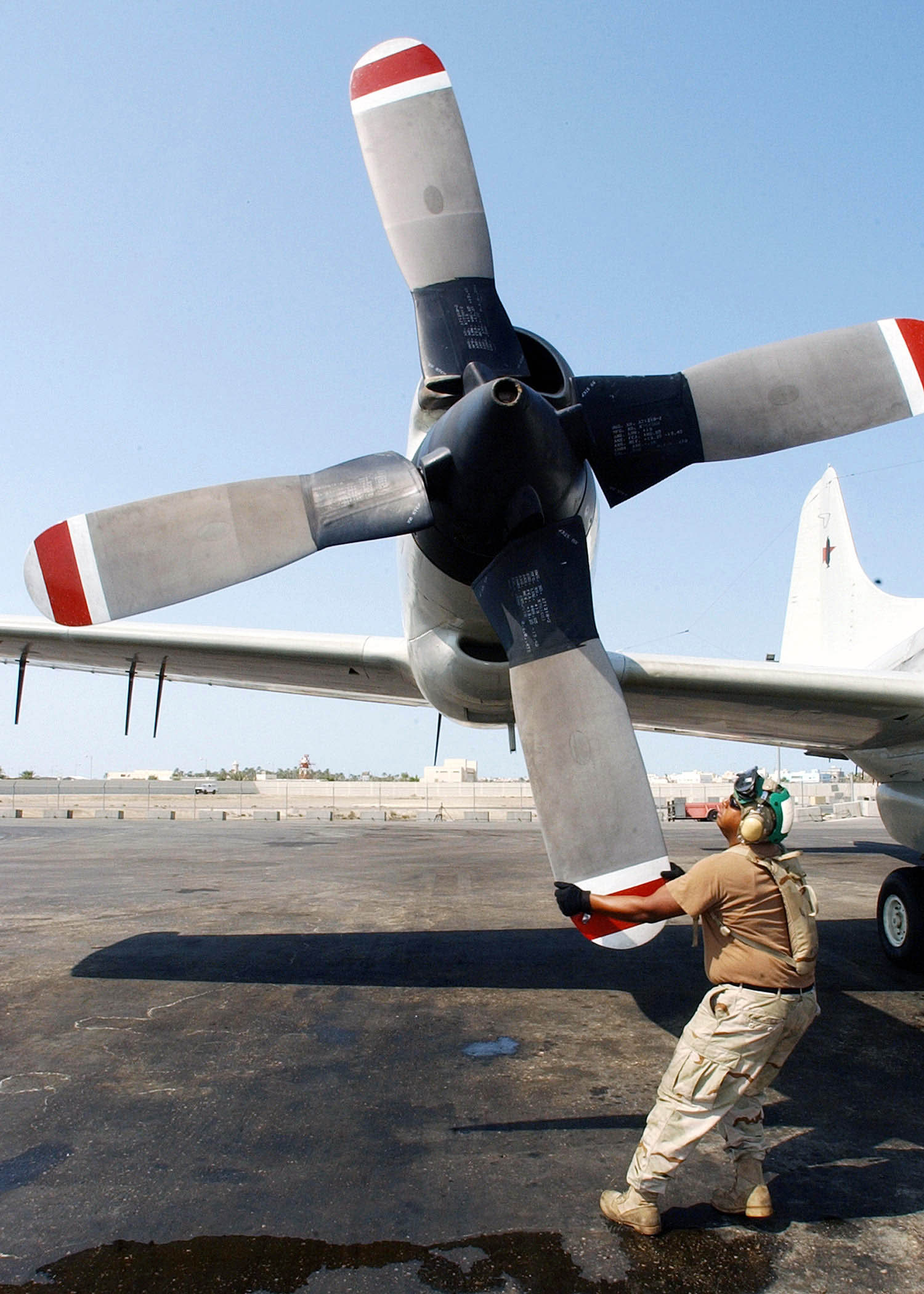
Um operário a rodar uma hélice Hamilton Standard 54H60 da Marinha dos EUA no motor nº 4 do EP-3E Orion como parte dos testes pré-voo. O Orion é um avião anti-submarino.

## Hélices de Aviões

### Eficiência
A eficiência mecânica de uma hélice é dada por
{\displaystyle \eta ={\frac {{\hbox{impulso}}\cdot {\hbox{velocidade axial}}}{{\hbox{binário}}\cdot {\hbox{velocidade angular}}}}}.
Uma hélice bem projectada tem uma eficiência de cerca de 80% quando está a trabalhar no melhor regime. Há vários factores que contribuem para a eficiência de uma hélice como o ângulo de ataque das pás, ou o ângulo entre a direcção da velocidade resultante do escoamento e a direcção de rotação das pás. Um ângulo de ataque das pás pequeno tem um bom desempenho em relação à resistência mas gera pouco impulso enquanto que ângulos grandes têm o efeito contrário. O melhor ângulo de ataque das pás é quando estas actuam como pequenas asas, gerando mais sustentação do que resistência.
As hélices são semelhantes em secção de perfil alar a asas de baixa resistência e como tal não são eficientes quando operam em ângulos de ataque que não o óptimo. São necessários sistemas de controlo para sincronizar com precisão o ângulo de ataque das pás com a velocidade de voo e com a velocidade do motor.

### Passo da hélice &feathering
O objectivo de variar o ângulo da pá com uma hélice de passo variável, é manter um ângulo óptimo (maximizando o rácio de sustentação sobre resistência) nas pás da hélice enquanto a velocidade do avião varia. Este tipo de controlo que era no início feito manualmente pelo piloto, passou a ser feito por sistemas automáticos que compensam o momento torçor provocado pela centrifugação nas pás com contrapesos numa mola e com as forças aerodinâmicas nas pás. Estes sistemas tinham a vantagem de serem simples e não necessitarem de controlo externo, mas era difícil associar um desempenho particular da hélice às condições do avião.
Um avanço nesta tecnologia foi a criação da hélice a velocidade constante. Estas hélices permitiam ao piloto escolher uma velocidade angular para obter potência máxima no motor ou máxima eficiência, e um dispositivo de controlo (governor device em inglês) actuava em ciclo fechado para variar o ângulo da pá, mantendo as RPM (rotações por minuto) selecionadas pelo piloto. Na maioria dos aviões este sistema é hidráulico, com óleo do motor a actuar como fluido hidráulico. As hélices controladas electricamente foram desenvolvidas durante a Segunda Guerra Mundial e foram usadas extensivamente em aviões militares.

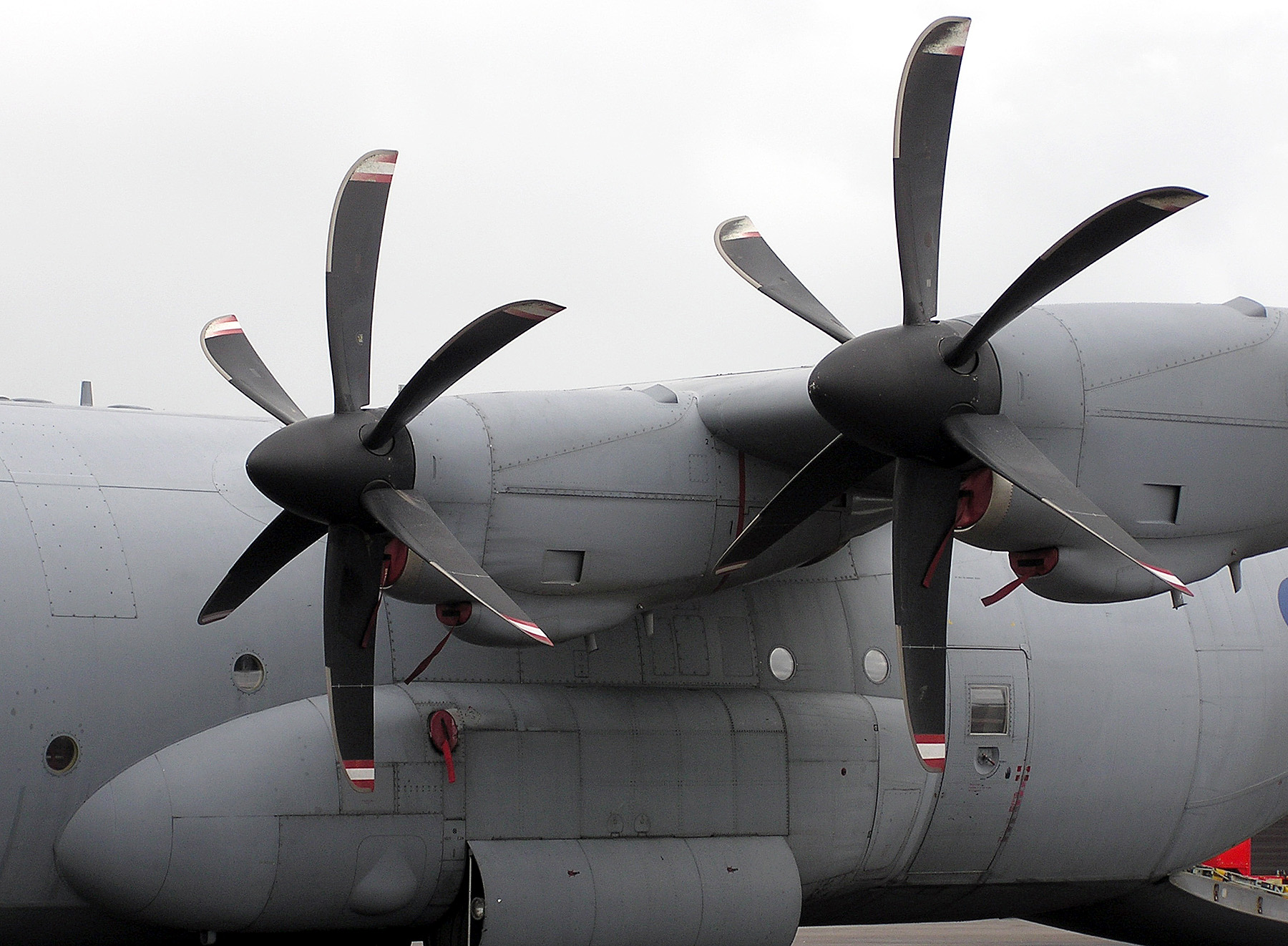
Hélices de um Hercules C.4 da RAF britânica em posição "feather".

Existem hélices de passo variável em que as pás podem ser rodadas paralelamente ao escoamento para reduzir a resistência e aumentar a distância a planar em caso de avaria do motor. Isto denomina-se "feathering" (terminologia inglesa - de "feather" ou pena, significa tornar o avião mais "leve" ou aerodinâmico, oferecendo menos resistência aerodinâmica de modo a poder planar a uma maior distância). As hélices com "feathering" foram desenvolvidas para caças militares antes da Segunda Guerra por estarem mais sujeitos a falhas e avarias nos combates, que os bombardeiros por exemplo, que tinham mais que um motor. No entanto as hélices com "feathering" actuais são apenas usadas em aviões com mais do que um motor com o objectivo de melhorar a velocidade mínima de controlo em ar do avião (Vmc). A maioria destes sistemas detectam uma queda na pressão do óleo e movem as hélices para a posição em feather, tendo o piloto que puxar o controlo das hélices para trás de modo a desactivar os pinos de paragem de ângulo elevado antes de o motor parar. Os sistemas de controlo dos turbopropulsores possuem um sensor de torque negativo nas engrenagens que move as pás para a posição em feather quando o motor deixa de fornecer potência às hélices. Dependendo do design, o piloto pode ter que accionar um interruptor para anular os pinos de paragem e completar o processo de "feathering", noutros casos o processo pode ser totalmente automático.
Nalguns aviões (por exemplo, o C-130 Hercules), o piloto pode cancelar manualmente o mecanismo de velocidade constante para inverter o ângulo de ataque das pás manualmente, dando impulso no sentido oposto ao original. Isto é usado para desacelerar o avião após a aterragem para evitar o desgaste de travões e pneus e nalguns casos o avião pode mesmo andar de marcha-a-trás na pista.
Obs.: o processo de  "feathering" é conhecido no jargão aeronáutico em português como "embandeiramento".

### Aspect Ratio
O número e a forma das pás influenciam a experiência de voo e o desempenho. Aumentando o aspect ratio (relação entre o comprimento e a largura) das pás reduz a resistência mas o impulso produzido depende da área da pá. Portanto usar pás com aspect ratio elevado pode levar à necessidade de se usar hélices com diâmetro inaplicável. Usar menos pás numa hélice causa menos efeitos de interferência entre as pás, mas a área das pás terá que ser suficiente para transmitir a potência disponível dentro de um determinado diâmetro, o que significa que terá de haver um compromisso. Aumentando o número de pás diminui o trabalho que cada pá terá que realizar, limitando o número de Mach local, que no caso das hélices se trata de um limite de desempenho considerável.

### Hélices contra-rotativas
Hélices contra-rotativas usam uma segunda hélice que roda no sentido contrário à hélice principal para aproveitar a energia cinética perdida no movimento circular do escoamento. A contra-rotação é também uma maneira de aumentar a potência sem aumentar o diâmetro da hélice e anula o efeito de torque nos motores de alta potência assim como os efeitos de precessão giroscópica. Contudo em aviões de pequeno porte o custo acrescido, a complexidade, o peso e o ruido do sistema raramente compensam.
A hélice está normalmente ligada a um veio que ou está ligado directamente ao motor ou se liga a uma caixa de velocidades. Os aviões de pequeno porte dispensam uma caixa de velocidades mas em aviões maiores e/ou com turbopropulsores é essencial. Essas hélices de passes invertidos, são mais indicadas para turbinas eólicas na geração de energia elétrica, nesse caso uma delas é fixada na carcaça do estator e a outra no eixo do indutor.

### Velocidade Supersônica
O desempenho de uma hélice é afectado à medida que as pás ultrapassam a velocidade do som. Como a velocidade do ar em relação às pás é igual à velocidade rotacional destas mais a velocidade axial do avião, a ponta da pá vai atingir a velocidade do som antes do próprio avião (em teoria um avião a hélice poderia alcançar uma velocidade máxima de 845 km/h (Mach 0.7) ao nível do mar, mas o valor real é mais baixo). Quando a ponta de uma pá alcança velocidades supersónicas, a resistência e o momento torçor aumentam repentinamente e forma-se uma onda de choque ruidosa. Portanto, aviões com hélices convencionais não voam, em geral, a velocidades superiores a Mach 0.6. Existem certos aviões a hélice, sobretudo militares, que operam a Mach 0.8 ou mais apesar de haver um decréscimo significativo na eficiência.
Têm havido esforços no sentido de desenvolver hélices para aviões a velocidades subsónicas altas (perto da velocidade do som). O design é semelhante ao das asas transônicas. A velocidade máxima relativa é mantida tão baixa quanto possível através de um controle do ângulo de ataque para permitir que a hélice tenha um passo elevado. São usadas pás com uma secção fina, o que faz com que as pás se dobrem para trás durante o voo. É usado um número elevado de pás para reduzir o trabalho realizado por cada pá que reduz assim a força de circulação sendo também usada contra-rotação. Estas hélices são mais eficientes que as turbo-fans e permitem alcançar velocidades de cruzeiro (Mach 0.7–0.85) apropriadas para companhias aéreas, embora o ruido gerado seja tremendo. São exemplos o Antonov An-70 e o Tupolev Tu-95.

## Fans em aviões

Uma hélice de motor turboélice em funcionamento.

Uma fan (termo inglês que significa ventoinha ou ventilador) é um tipo de hélice com um número muito grande de pás. Como tal, uma fan produz muito impulso para um determinado diâmetro, mas a proximidade das pás significa que cada uma afeta o escoamento das outras. Se o escoamento for supersónico, esta interferência pode ser benéfica se esse escoamento puder ser comprimido através de uma série de ondas de choque em vez de apenas uma. Pondo a fan numa conduta fechada são criados padrões de escoamento específicos dependendo da velocidade de voo e do desempenho do motor. À medida que o ar entra na conduta, a sua velocidade reduz-se e a pressão e a temperatura aumentam. Se o avião estiver a uma velocidade subsónica alta o ar entra na fan a uma velocidade Mach baixa e a alta temperatura aumenta a velocidade do som local. Enquanto que por uma lado há uma perda na eficiência já que a fan recebe escoamento de uma área mais reduzida e portanto usa menos ar, por outro lado a conduta retém eficiência a velocidades superiores onde hélices convencionais teriam uma eficiência pobre. Uma fan ou hélice numa conduta também oferece certos benefícios a velocidades baixas mas a conduta teria que ter formas diferentes para altas e baixas velocidades. A maior quantidade de ar à entrada faz a fan operar a uma eficiência equivalente a uma hélice maior sem conduta. O ruído também é reduzido pela conduta e caso uma pá se separasse da hélice, a conduta iria conter os danos. No entanto o peso, o preço, a complexidade e até certo ponto o aumento de resistência aerodinâmica influenciam a escolha deste tipo de sistema.

## Marinha

### Hélices de navios e submarinos

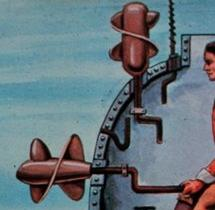
Desenho dos hélices em parafuso na Turtle de Bushnell em 1775

Tanto na Marinha Brasileira como na Marinha Portuguesa, hélice é tratado como sendo do gênero masculino, ao contrário da aeronáutica, por exemplo.
A propulsão mecânica de navios começou com a máquina a vapor. As rodas de água eram o mecanismo propulsor mais popular nestes primeiros navios. Robert Fulton tinha já testado e rejeitado os hélices em parafuso.
Estes hélices foram introduzidas na segunda metade do século XVIII. A invenção de Bushnell, o (Turtle) em 1775 usava hélices em parafuso movidos à mão para obter propulsão vertical e horizontal. Josef Ressel projectou e patenteou um hélice em parafuso em 1827. Francis Pettit Smith testou um semelhante em 1836. Em 1839, John Ericsson instalou um hélice em parafuso num navio que mais tarde navegou através do Oceano Atlântico em 40 dias. Uma mistura de hélices em parafuso e rodas de água ainda era usada nesta altura (vide a SS Great Easternde 1858).

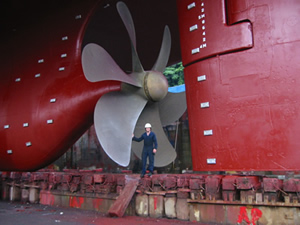
Hélice com sentido de giro horário em um navio moderno.

No princípio do século XX os navios movidos a rodas de água estavam completamente ultrapassados. O hélice em parafuso substituiu a roda de água devido à sua grande eficiência, reduzido tamanho, reduzida complexidade no sistema de transmissão e o facto de ser menos susceptível a danificar-se, especialmente se usada em guerra.
Os projectos iniciais deviam muito ao desenho do parafuso comum, daí o seu nome. Mais tarde os hélices consistiam em duas pás que de perfil tinham o tamanho equivalente ao de uma rotação dum parafuso correspondente em diâmetro (daí a designação de passo do hélice). Este design era o mais comum, mas os inventores experimentaram diferentes tamanhos de perfil e várias pás. O design do hélice estabilizou por volta de 1880.

## Cavitação

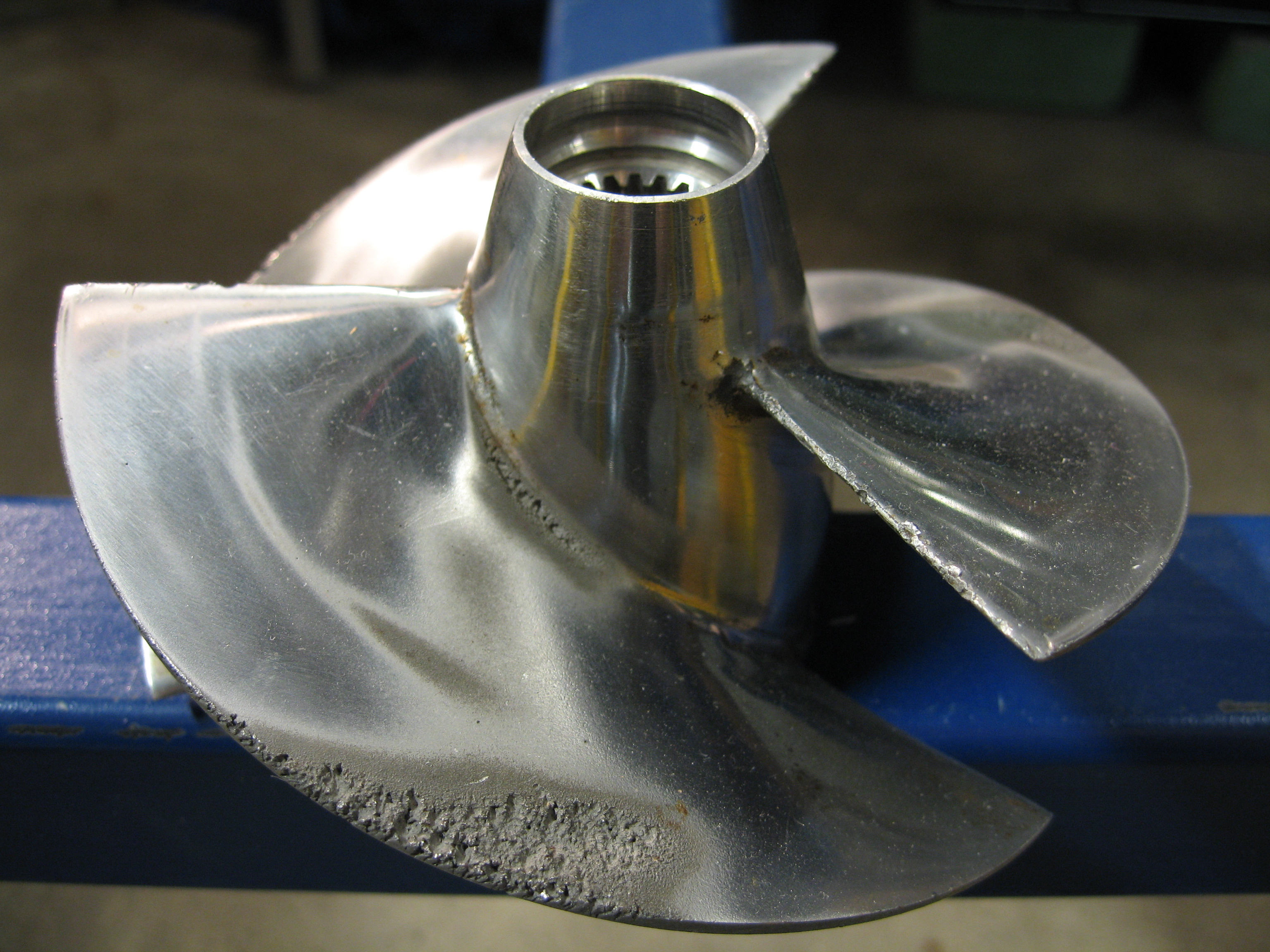
Danos de cavitação evidentes num hélice de um barco de giro esquerdo

A cavitação pode ocorrer quando se tenta transmitir demasiada potência ao hélice. A grandes velocidades de rotação ou sob grandes cargas (coeficiente de sustentação elevado nas pás), a pressão do lado da entrada de escoamento nas pás pode descer abaixo da pressão de vapor da água criando uma bolsa de vapor, que deixa de transmitir força à água eficientemente. Este efeito dissipa a energia, torna o hélice ruidosa devido ao colapsar das bolhas de vapor e erode a superfície das pás devido às ondas de choque localizadas contra a superfície. No entanto, a cavitação pode ser usada como uma vantagem na projecção de hélices de alto desempenho. Um efeito semelhante dá pelo nome de ventilação, que ocorre quando um hélice que opera perto da superfície da água atrai o ar para as pás formando pequenas bolhas, causando uma perda de impulso e uma vibração acrescida do veio, sem no entanto causar qualquer dano à superfície das pás. Ambos os efeitos podem ser amenizados se for aumentada a profundidade a que o hélice está submersa: a cavitação é reduzida porque a pressão hidroestática aumenta a margem da pressão de vapor; a ventilação é reduzida pois está mais longe das ondas da superfície e de outras bolsas de ar que poderiam ser atraidas para o escoamento.

## Hélice Skewback
A hélice skewback é um tipo avançado de hélice usado no submarino Type 212 Alemão. Tal como nas pás de alguns aviões, as pontas das pás de um hélice skewback são torcidas na direcção contrária à da rotação. Além disso, as pás são inclinadas para trás ao longo do eixo longitudinal, dando ao hélice um aspecto de taça. Este design preserva a eficiência do impulso e reduz a cavitação sendo por isso muito silenciosa.

## Hélices de Eixo Transversal
A maioria das hélices possui o seu eixo de rotação paralelo à direcção do escoamento, no entanto houve já tentativas de propulsionar veículos usando os mesmos princípios das turbinas de vento de eixo vertical, em que a rotação é perpendicular ao escoamento, embora a maioria das tentativas não tenha tido sucesso. Pás de hélices que conseguem mudar o seu ângulo de ataque durante a rotação ciclicamente possuem aerodinâmica semelhante a flapping flight. Flapping flight ainda é mal compreendida e quase não é usada em engenharia devido ao entrelaçar das forças de sustentação, impulso e controlo.
A fanwing é um dos únicos sistemas que voou, tirando partido da borda do aerofólio para encorajar a recirculação necessária à sustentação.

## Voith-Schneider
Mesmo não sendo um hélice, o hélice Voith-Schneider é outro exemplo de propulsor de sucesso actualmente muito solicitado em embarcações rebocadoras, dispensa o leme além de proporcionar imediata resposta ao comando. Sua rapidez na transição de direção e intensidade de empuxo permite, inclusive, que a embarcação anule o efeito de ondas, tornando-se absolutamente estável.
|  |  |  |